# ALICE (推進剤)

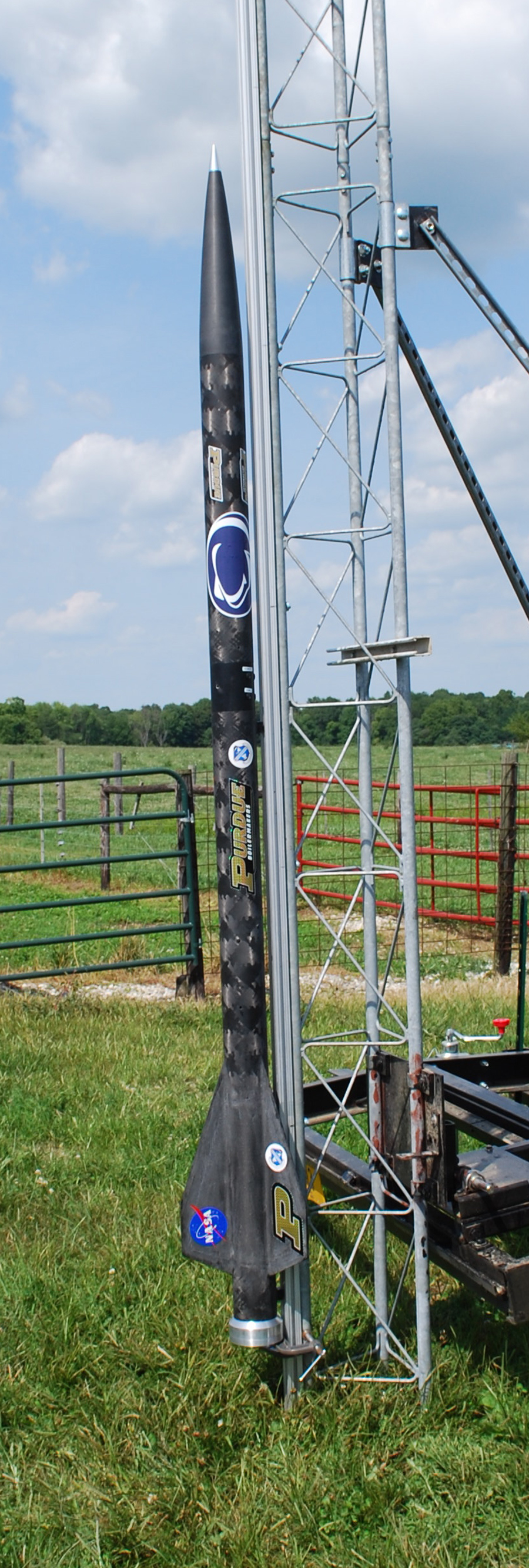
ALICE推進剤のロケットの最初の打ち上げ (NASA, 2009年8月)

ALICE はナノスケールのアルミニウム粉末と氷で構成されるロケットの推進剤である。混合後凍らせる事で安定した状態で保管できる。ALICEの名称はALuminum ICE ロケット推進剤に由来する。
アルミニウムは、テルミットなどのアルミニウム熱反応でよく見られるようにほとんどの元素よりも酸素との親和性が強いため、二酸化炭素や水といった通常では不活性と見なされるような安定した物質からも酸素を奪い燃焼することができる。
ただしアルミニウムの燃焼は通常、アルミニウム粒子の表面に形成される耐久性のある酸化被膜の存在によって妨げられ、これを乗り越えるためにはかなりの高温を必要とするほか、アルミが酸化してできる酸化アルミニウムは沸点が3000℃と非常に高いため推進剤のガスとしては機能しない。それゆえに通常の固体燃料ロケットではアルミは密度や燃焼温度を高めるための添加剤としての地位に留まっている。

しかし、ナノアルミニウム粉末の酸化物被膜は、より大きな粒子の酸化被膜よりも薄く、克服しやすいため、氷(水)とアルミニウムの混合物が容易に発火し、持続する。さらに、アルミニウムは水を分解することで最も軽いガスである水素を生成する。
音速はガスの分子量が小さいほど速いので、生成ガスの噴射速度は速くなり、高い比推力を得られる。
基本的な燃焼反応は次のとおり：
2 Al + 3 H2O→Al2O3 + 3 H2
ほか、アルミの代わりに水素化アルミニウム(アラン)を用いて水素ガスの量を増やしたり、水の代わりに過酸化水素を用いて燃焼温度を高めることでさらに比推力を増加させることが提案されていて、これらの改良を施せば理論的には従来の固体燃料ロケットの比推力を超えられる。
以下に理論的な推進剤の性能について示す。(燃焼圧1000psi/約70気圧)
|                            | Al-H2O | Al-H2O2 | AlH3-H2O | AlH3-H2O2 | AP/Al/HTPB(旧来のコンポジット推進剤) |
| -------------------------- | ------ | ------- | -------- | --------- | ------------------------------------ |
| ピーク比推力Isp(秒),1気圧  | 232.8  | 258.7   | 279.6    | 314.7     | 249.8                                |
| ピーク比推力Isp(秒),真空中 | 284.7  | 313.1   | 332.4    | 379.7     | 293.2                                |
| 燃焼室温度(K)              | 3084   | 3901    | 2421     | 3730      | 2832                                 |
| 燃焼ガス流速C*[m/s]        | 4466   | 4979    | 5422     | 6082      | 5003                                 |
| 酸化剤/還元剤比(O/F)       | 1.0    | 0.75    | 0.9      | 0.9       | 3.8                                  |
| Equivalence Ratio          | 1.00   | 0.75    | 1.00     | 3.85      | -                                    |

ALICEは、酸化アルミニウム（アルミニウムの供給源）と水の両方が宇宙に豊富に存在するため、月などの宇宙空間での現地生産に適した推進剤として提案されている。他の高性能推進剤(例えば液体水素や液体酸素)は、長期保管の問題を引き起こす可能性のある極低温流体を含むことが多いのに対し、氷で出来た推進剤を凍結状態に維持することは、太陽系のほとんどの場所で比較的容易である。